# Araneus savesi
Araneus savesi este o specie de păianjeni din genul Araneus, familia Araneidae. A fost descrisă pentru prima dată de Simon, 1880.
Este endemică în New Caledonia. Conform Catalogue of Life specia Araneus savesi nu are subspecii cunoscute.